# Gonzalo Pereira

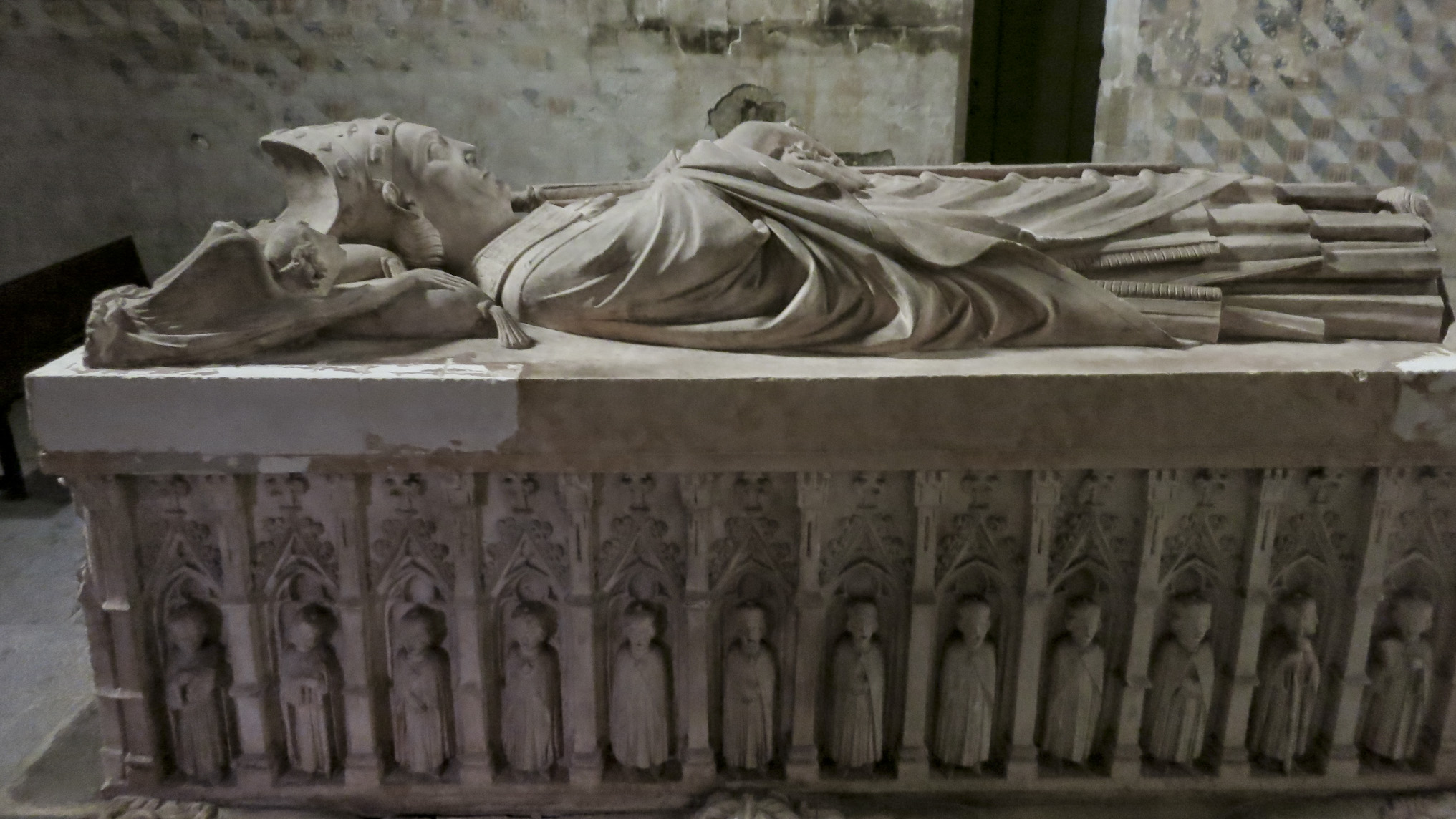
Tumba del eclesiástico portugués Gonzalo Pereira

Gonzalo Pereira (? - Braga, 1348) fue un eclesiástico portugués.
Criado en el palacio del rey Dionisio I, estudió derecho civil y canónico en la universidad de Salamanca. Fue canónigo de la iglesia de Tuy, deán de la de Oporto, obispo electo de Évora (aunque no llegó a ser consagrado), obispo de Lisboa y arzobispo de Braga.
En sus tiempos como estudiante en Salamanca mantuvo una relación con Teresa Peres Vilarinho de la que tuvo un hijo, Álvaro González Pereira, padre a su vez de Nuno Álvares Pereira, de quien desciende la Casa de Braganza.
| Predecesor: Fray Esteban             | Obispo de Lisboa 1322 – 1326   | Sucesor: Juan Alfonso de Brito |
| Predecesor: João Martins de Soalhães | Arzobispo de Braga 1326 – 1348 | Sucesor: Guilherme de la Garde |